# Rabdofane-(La)
La rabdofane-(La) è un minerale.